# Агапеев, Владимир Петрович
Влади́мир Петро́вич Агапе́ев (1876 — 1956) — русский генерал-лейтенант, герой Первой мировой войны, участник Белого движения.

## Биография
Православный. Из дворян Могилёвской губернии. Сын генерала от инфантерии в отставке Петра Еремеевича Агапеева.
Окончил 1-й кадетский корпус (1893) и Николаевское кавалерийское училище (1895), откуда выпущен был корнетом в лейб-гвардии Уланский Его Величества полк.
Чины: поручик (1899), штабс-ротмистр гвардии с переименованием в капитаны ГШ (1901), подполковник (1904), полковник (1910), генерал-майор (за боевые отличия, 1916), генерал-лейтенант (3.6.1919).
В 1901 году окончил Николаевскую академию Генерального штаба по 1-му разряду. По окончании академии состоял старшим адъютантом штаба 4-й кавалерийской (1901—1903) и Сводной кавалерийской (1903—1904) дивизий.
Участвовал в русско-японской войне, которую закончил начальником штаба 3-й Заамурской бригады. Затем состоял штаб-офицером для особых поручений при штабе 1-го кавалерийского (1904—1906) и 14-го армейского (1906—1907) корпусов. 27 ноября 1907 года назначен был военным агентом в Сербии, а 14 октября 1909 года — военным агентом в Бельгии и Нидерландах.
9 февраля 1914 года назначен начальником штаба 10-й кавалерийской дивизии, с которой вступил в Первую мировую войну. Пожалован Георгиевским оружием
За то, что в бою дивизии 8 августа 1914 г., подвергая свою жизнь явной опасности, верной оценкой обстановки и своей самоотверженной деятельностью способствовал удачным действиям дивизии, окончившимся полным поражением противника и захватом у него 8 орудий и свыше 150 пленных.
В начале 1915 года был переведен на должность начальника штаба во 2-ю казачью сводную дивизию, а 26 июля того же года назначен командиром 2-го лейб-гусарского Павлоградского полка. 21 декабря 1915 года назначен начальником штаба 6-го кавалерийского корпуса, а 24 февраля 1917 года — начальником штаба 35-го армейского корпуса. 30 августа 1917 года занял должность начальника штаба Польского стрелкового корпуса, сформированного при Русской армии под командованием генерала И. Р. Довбор-Мусницкого.
Весной 1918 года прибыл в Харьков и поступил в распоряжение подпольного центра Добровольческой армии, возглавляемого полковниками Штейфоном и фон-Лампе. На 21 ноября 1918 года числился генеральным хорунжим в армии Украинской державы. В конце 1918 года, пробравшись через Одессу и Крым, прибыл в штаб Добровольческой армии в Екатеринодаре. 5 февраля 1919 года назначен начальником штаба 2-го армейского корпуса ВСЮР, затем переименованного в 1-й армейский корпус. В августе 1919 года был назначен представителем ВСЮР при союзном командовании в Константинополе. В марте 1920 года, по приказу генерала Врангеля, был уволен от должности после убийства в Константинополе генерала Романовского.
В эмиграции в Югославии, жил в предместье Белграда. Служил в Топографическом военном институте, активно участвовал в работе 4-го отдела Русского общевоинского союза. Состоял членом Общества офицеров Генерального штаба. В 1941 году, в возрасте 65 лет, поступил рядовым в Русский охранный корпус, однако поняв, что корпус не будет отправлен на Восточный фронт, осенью 1942 года переехал в Австрию. В 1946 году состоял представителем Красного креста в Германии.
В 1948 году переехал в Чили, а затем в Буэнос-Айрес. С 1950 года состоял начальником отдела Союза Российского зарубежного воинства в Аргентине.
Скончался в 1956 году в Буэнос-Айресе. Был женат, имел четверых детей.

## Награды
- Орден Святой Анны 4-й ст. (1904);
- Орден Святого Владимира 4-й ст. с мечами и бантом (1905);
- Орден Святой Анны 3-й ст. с мечами и бантом (1906);
- Орден Святого Станислава 2-й ст. с мечами (1906);
- Орден Святой Анны 2-й ст. (1908);
- Орден Святого Владимира 3-й ст. (1912);
- Георгиевское оружие (ВП 09.03.1915);
- мечи к ордену Св. Владимира 3-й ст. (ВП 14.05.1915);
- мечи к ордену Св. Анны 2-й ст. (22.07.1916).

Иностранные:
- польский Крест Храбрых (1922)

## Сочинения
- Первый кадетский корпус. — Белград, 1921.
- Донесение графа Келлера о бое 10-й Кавказской дивизии в августе 1914 г. // Военный сборник. Т. VI. — Белград, 1925.
- Убийство генерала Романовского // Белое Дело. Кн. II. — Берлин: Медный Всадник, 1927.
- Жива ли царская семья? — Белград, 1929.
- Доклад генерала Агапеева к 200-летию основания 1 кадетского корпуса. — Белград. 1932.